# 망막병증
망막병증(網膜病症, 영어: retinopathy) 또는 망막증(網膜症)은 눈의 망막에 지속적이거나 극심한 손상을 일으키는 것을 말한다.

## 병인
망막증의 병인은 아래를 포함하지만, 반드시 아래에 국한된 것은 아니다:
- 당뇨병 - 당뇨병성 망막병증을 일으킨다.
- 동맥성 고혈압 - 고혈압성 망막병증을 일으킨다.
- 미숙아 망막병증
- 방사선 망막병증
- 태양 망막병증
- 겸형 적혈구 빈혈증
- 망막 혈관 질병
- 정신적 외상
- 과다점도 관련 망막병증

## 같이 보기
- 눈병